# جاك فورستر كاسكي
جاك دان فورستر كاسكي هو لاعب كرة قدم إنجليزي، من مواليد 25 أبريل 1994، يلعب كلاعب خط وسط لفريق ستيفيناغ بوروه.
وهو نجل اللاعب المحترف السابق دارين كاسكي وهو المهاجم السابق نيكي فورستر.  مثل جاك إنجلترا في المنتخب تحت 16 عامًا وتحت 17 عامًا وتحت 18 عامًا وتحت 21 عامًا.

## روابط خارجية
- جاك فورستر كاسكي على موقع قاعدة بيانات كرة القدم.إي يو (الإنجليزية)
- جاك فورستر كاسكي على موقع Soccerbase.com (لاعب) (الإنجليزية)
- جاك فورستر كاسكي على موقع Soccerway.com (الإنجليزية)
- جاك فورستر كاسكي على موقع عالم كرة القدم.نت (الإنجليزية)